# Саченко Анатолій Олексійович
Анато́лій Олексі́йович Саче́нко (27 лютого 1945, [де?]) — український вчений, доктор технічних наук, заслужений винахідник України (1992).
Завідувач кафедри інформаційно-обчислювальних систем та управління Тернопільського національного економічного університету (Факультет комп'ютерних інформаційних технологій).
Науковий керівник Науково-дослідного інституту інтелектуальних комп'ютерних систем Тернопільського національного економічного університету та інституту кібернетики ім. В. М. Глушкова Національної Академії Наук України.

## Освіта і наукові звання
- закінчив Львівський політехнічний інститут за спеціальністю «Інформаційно-вимірювальна радіотехніка» (1968),
- к.т. н., прилади та методи вимірювання електричних та магнітних величин (1978),
- д.т. н., інформаційно-вимірювальні системи (1988).

## Кар'єра
- Спеціаліст (1968),
- науковий керівник ГНДЛ автоматизованих систем і мереж (1984),
- професор за кафедрою ІОСУ (1991),
- завідувач кафедри «Інформаційно-обчислювальних систем та управління», Факультет комп'ютерних інформаційних технологій (ФКІТ) Тернопільського національного економічного університету (ТНЕУ). Перший декан факультету (1994—2005).

Викладає дисципліни: «Високопродуктивні комп'ютерні системи», «Комп'ютерні мережі», «Методологія та організація наукових досліджень».

## Наукові інтереси
Галузі наукових інтересів:
- сенсорні системи з елементами штучного інтелекту;
- системи підтримки прийняття рішень;
- розподілені мережі датчиків;
- вимірювальні та керуючі системи з штучним інтелектом;
- нейронні мережі з штучним інтелектом;
- контролери з штучним інтелектом для автоматизованих і робототехнічних промислових систем;
- системи калібрування та верифікації датчиків.

## Громадська і педагогічна діяльність
- дійсний член Української Академії економічної кібернетики (1998),
- дійсний член Нью-Йоркської академії наук (1998),
- член спеціалізованої вченої ради при державному університеті «Львівська політехніка» (1994),
- голова спеціалізованої вченої ради К58.082 .02 при ТНЕУ (2002),
- головний редактор міжнародного наукового журналу «Computing»,
- редактор розділу «Докторські дисертації» міжнародного журналу «IEEE Instrumentation & Measurement Magazine»,
- старший член IEEE (товариства Computer, I&M, Systems, Man & Cybernetics) з 1993 року.
- науковий керівник семінару «Моделювання і комп'ютерні інформаційні технології» НАН України,
- науковий керівник НДІ ІКС (2004),
- співголова міжнародної конференції IDAACS 2001—2011,
- професор (на громадських засадах) департаменту електро-комп'ютерної інженерії, університет Нью Гемпшир, США з 2011.
- член вченої ради факультету комп'ютерних інформаційних технологій ТНЕУ,
- голова спеціалізованої вченої ради К58.082 .02 при ТНЕУ.

## Відзнаки
- Заслужений винахідник України з 1992.

## Публікації
Опубліковано понад 430 наукових та навчально-методичних праць.
1. Ihor Paliy, Francesco Lamonaca, Volodymyr Turchenko, Domenico Grimaldi, Anatoly Sachenko. Detection of Micro Nucleus in Human Lymphocytes Altered by Gaussian Noise Using Convolution Neural Network // Proceedings of 2011 IEEE International Instrumentation and Measurement Technology Conference (I2MTC 2011). Binjiang, Hangzhou, China, May 10-12, 2011. — pp. 1097–1102.
2. Viktor Kapura, Anatoly Sachenko, Hubert Roth, Oleh Adamiv. Method of Stereoimage Fusion for 3D Reconstruction // Proceedeings of the 11th International Conference Pattern Recognition and Information Processing PRIP'2011, 18-20 May 2011, Minsk, Belarus. — pp. 461–463.
3. Volodymyr Turchenko, Taras Puhol, Anatoly Sachenko, Lucio Grandinetti. Cluster-based Implementation of Resource Brokering Strategy for Parallel Training of Neural Networks // Proceedings of IEEE International Conference on Intelligent Data Acquisition and Advanced Computing Systems: Technology and Applications, 15-17 September 2011, Prague, Czech Republic. — pp. 212–217.
4. Chayakorn Netramai, Hubert Roth, Anatoly Sachenko. High Accuracy Visual Odometry Using Multi-Camera Systems // Proceedings of IEEE International Computing on Intelligent Data Acquisition and Advanced Computing Systems: Technology and Applications, 15-17 September 2011, Prague, Czech Republic. — pp. 263–268.
5. Myroslav Komar, Vladimir Golovko, Anatoly Sachenko, Sergei Bezobrazov. Intelligent System for Detection of Networking Intrusion // Proceedings of IEEE International Computing on Intelligent Data Acquisition and Advanced Computing Systems: Technology and Applications, 15-17 September 2011, Prague, Czech Republic. — pp. 374–377.